# Iráklio (métro d'Athènes)
Iráklio (grec moderne : Ηράκλειο) est une station de la ligne 1 (ligne verte) du métro d'Athènes dans la municipalité de Néo Iráklio (grec moderne : Νέο Ηράκλειο) ou Iráklio Attikís (grec moderne : Ηράκλειο Αττικής).

## Histoire
Située en surface au point kilométrique 19+246, la station a été inaugurée le 4 mars 1957. De son inauguration jusqu'au 1er septembre 1957 elle était le terminus de la ligne. La station comporte 2 quais latéraux encadrant les deux voies de circulation.
La station a été réhabilitée pour les Jeux olympiques d'Athènes et a rouvert le 18 juillet 2004. Elle possède en direction de Kifissiá une voie de retournement équipée d'un trottoir de manœuvre, pouvant accueillir une rame de 6 voitures. Elle est utilisée rarement surtout en cas de clôture de la section en amont de la station. La plupart du temps ce sont des trains de travaux qui y stationnent.

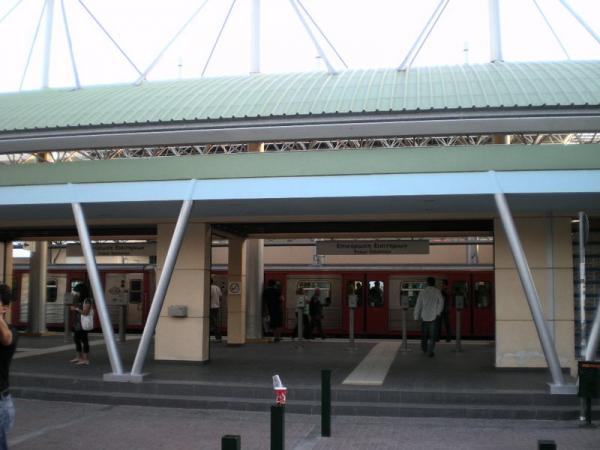
Entrée de la station.

## Intermodalité
La station est desservie par des bus urbains (lignes : 441, 640 et 641) et il est également possible, en rejoignant l'arrêt à environ 500 mètres, de prendre des bus de nuit de la ligne 500.